# Loutch
Pour les articles homonymes, voir Luch et Altair.

Un schéma d'un satellite Loutch.

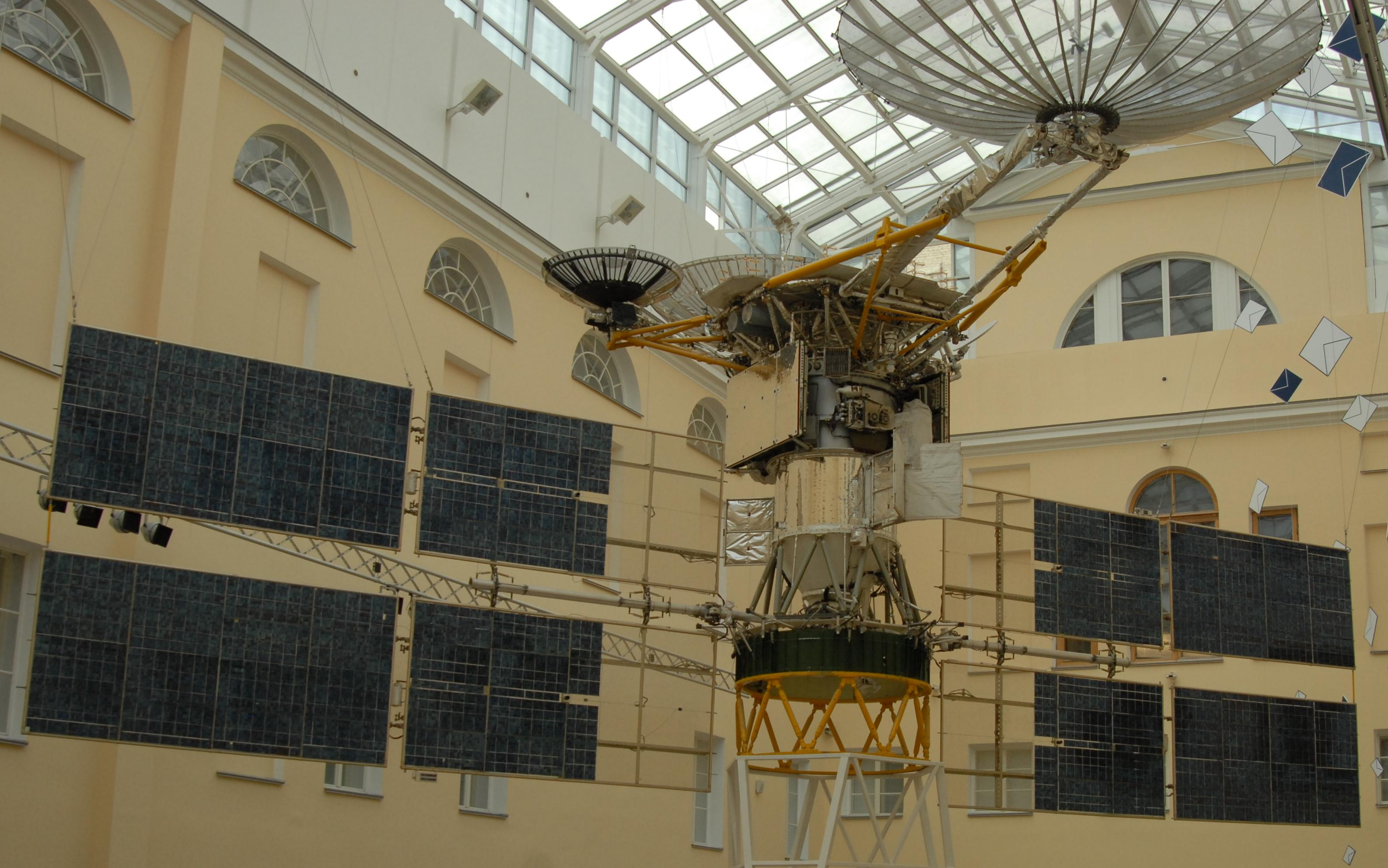
Loutch 1915 au A.S. Popov Central Museum of Communications.

Loutch (en russe : Луч rayon) ou Altaïr est une constellation de satellites de télécommunications russes dont le premier lancement remonte à 1985. Ces satellites placés en orbite géostationnaire ont pour rôle de servir de relais entre d'une part les stations spatiales (Saliout, Mir, station spatiale internationale), les vaisseaux et les satellites placés en orbite basse et d'autre part les stations terrestres. Ils permettent d'assurer des liaisons (radio, télémétrie, données recueillies par les satellites, vidéo) en ne disposant que d'un nombre réduit de stations de réception à Terre. Il faut 3 satellites de ce type théoriquement pour assurer une couverture complète. Contrairement à la constellation américaine TDRS et bien qu'elle ait réservé 3 positions géostationnaires (16 degrés O, 95 degrés E, et 160 degrés O) l'Union soviétique n'a jamais utilisé les deux premières.

## Caractéristiques techniques
Plusieurs générations de satellites Loutch se sont succédé : 

### Loutch/Altaïr
La sous-série Loutch/Altaïr comporte quatre satellites lancés entre 1985 et 1994 dont plus aucun n'est opérationnel,. Chaque satellite a une masse de 2,4 tonnes et porte deux panneaux solaires, fournissant 1,8 kW de puissance électrique. Trois grandes antennes et de nombreuses petites antennes hélicoïdales permettent le relais de données transmises dans les bandes radio 15/14, 15/11, et 0,9/0,7 GHz,.

### Loutch-2/Gelios
La sous-série Loutch-2/Gelios comporte un unique satellite lancé en 1995 et  un autre construit en 2000 mais jamais lancé, exposé au A.S. Popov Central Museum of Communications.

### Loutch-5
La sous-série Loutch-5 (en) comporte deux satellites, Loutch-5A et Loutch-5B, qui ont été lancés en 2011/2012 pour restaurer la fonction de relais de la partie russe de l'ISS et garantir 45 minutes de couverture radio par orbite (50 % de la durée d'une orbite) en passant par les systèmes de communication Lira (en) et Regul,.

### Loutch-4
La sous-série Loutch-4  rebaptisée par la suite Ienissei A1 I est constituée d'un unique exemplaire qui doit être lancé en 2015. Développé initialement pour remplacer les Loutch-5 il est sous sa nouvelle appellation devenu un satellite expérimental,.

### Loutch-5M
La sous-série Loutch-5M  est basée sur la plateforme Express-1000N et est une version améliorée des Loutch-5. La liaison avec les satellites qu'elle relaie est réalisée en bande S et Ku. Deux satellites devaient être lancés en 2022 et 2025 mais ces dates ont été repoussées.

### Loutch/Olymp-K
Le satellite Loutch/Olymp-K (en) lancé en 2014 assure une double fonction : relais de télécommunications commune entre tous les satellites Loutch et écoute électronique à des fins militaires (COMINT). Le satellite aurait une masse d'environ 3 tonnes et utiliserait la plateforme Express-1000.

## Historique des lancements
| Désignation       | Date lancement    | Type      | Lanceur            | Masse    | Orbite                 | Référence COSPAR | Statut            | Commentaire                                                    |
| ----------------- | ----------------- | --------- | ------------------ | -------- | ---------------------- | ---------------- | ----------------- | -------------------------------------------------------------- |
| Cosmos 1700       | 25 octobre 1985   | Altair    | Proton-K/Bloc-DM-2 | 2 600 kg | Orbite géostationnaire | 1985-102A        | Retiré du service |                                                                |
| Cosmos 1897       | 26 novembre 1987  | Altair    | Proton-K/Bloc-DM-2 | 2 600 kg | Orbite géostationnaire | 1987-096A        | Retiré du service |                                                                |
| Cosmos 2054       | 27 décembre 1989  | Altair    | Proton-K/Bloc-DM-2 | 2 600 kg | Orbite géostationnaire | 1989-101A        | Retiré du service |                                                                |
| Loutch 1          | 16 décembre 1994  | Altair    | Proton-K/Bloc-DM-2 | 2 600 kg | Orbite géostationnaire | 1994-082A        | Retiré du service |                                                                |
| Loutch-2 1        | 11 octobre 1995   | Gelos     | Proton-K/Bloc-DM-2 | 2 600 kg | Orbite géostationnaire | 1995-054A        |                   |                                                                |
| Loutch 5A         | 11 décembre 2011  | Loutch 5A | Proton-M/Briz-M    | 1 148 kg | Orbite géostationnaire | 2011-074B        |                   |                                                                |
| Loutch 5B         | 2 novembre 2012   | Loutch 5B | Proton-M/Briz-M    | 1 350 kg | Orbite géostationnaire | 2012-061A        |                   |                                                                |
| Loutch 5V         | 28 avril 2014     | Loutch 5A | Proton-M/Briz-M    | 1 148 kg | Orbite géostationnaire | 2014-023A        |                   |                                                                |
| Luch-Kh/Olimp-K 1 | 27 septembre 2014 | Olimp-K   | Proton-M/Briz-M    | 3 000 kg | Orbite géostationnaire | 2014-058A        |                   | Usage mixte : écoute électronique et relais télécommunications |
| Loutch 5VM        | vers 2024         | Loutch 5A |                    | 1 148 kg | Orbite géostationnaire |                  |                   |                                                                |
| Loutch-5M 1       | vers 2025         | Loutch 5M |                    |          | Orbite géostationnaire |                  |                   |                                                                |
| Loutch-5M 2       |                   | Loutch 5M |                    |          | Orbite géostationnaire |                  |                   |                                                                |
| Ienissei A1       | vers 2025         | Loutch 4  | Angara A5          | 3 000 kg | Orbite géostationnaire |                  |                   | Satellite expérimental                                         |